# Bratan (sopka)
Bratan (nebo Catur, nebo Tjatur) je dlouhodobě nečinný vulkanický komplex (skládající se z kaldery a několik stratovulkánů) v severní části indonéského ostrova Bali. V kaldeře se nacházejí tři jezera a několik termálních pramenů. Doba vzniku kaldery včetně poslední erupce nejsou známy. Postkalderové stádium vulkanismu dalo za vznik několika stratovulkánům a dómům, které se nacházejí na jejím jižním okraji. Nejvyšším bodem je kužel Batukau (2 276 m). Všechna postkalderové centra jsou porostlé vegetací. V současnosti probíhá v kaldeře intenzivní geotermální průzkum.